# 大塚守康
大塚守康（おおつかもりやす、1942年-　）は日本のランドスケープアーキテクト。ヘッズ代表取締役会長。東京都江東区生まれ。
1965年千葉大学園芸学部旧造園学科卒業。卒業後に近代造園研究所に入所。ランドスケープコンサルタンツ協会会長、IFLAJapan 会長などを歴任。大阪芸術大学や立命館大学で非常勤講師。賞歴は日本造園学会賞や建設大臣表彰、黄綬褒章受章、第19回日本公園緑地協会佐藤国際交流賞ほか。主な著書に造園実務必携（2018、朝倉書店）都市環境デザインの仕事（鳴海邦碩＋都市環境デザイン会議関西ブロック編、2001、学芸出版会）
ほか。